# Rivarossi

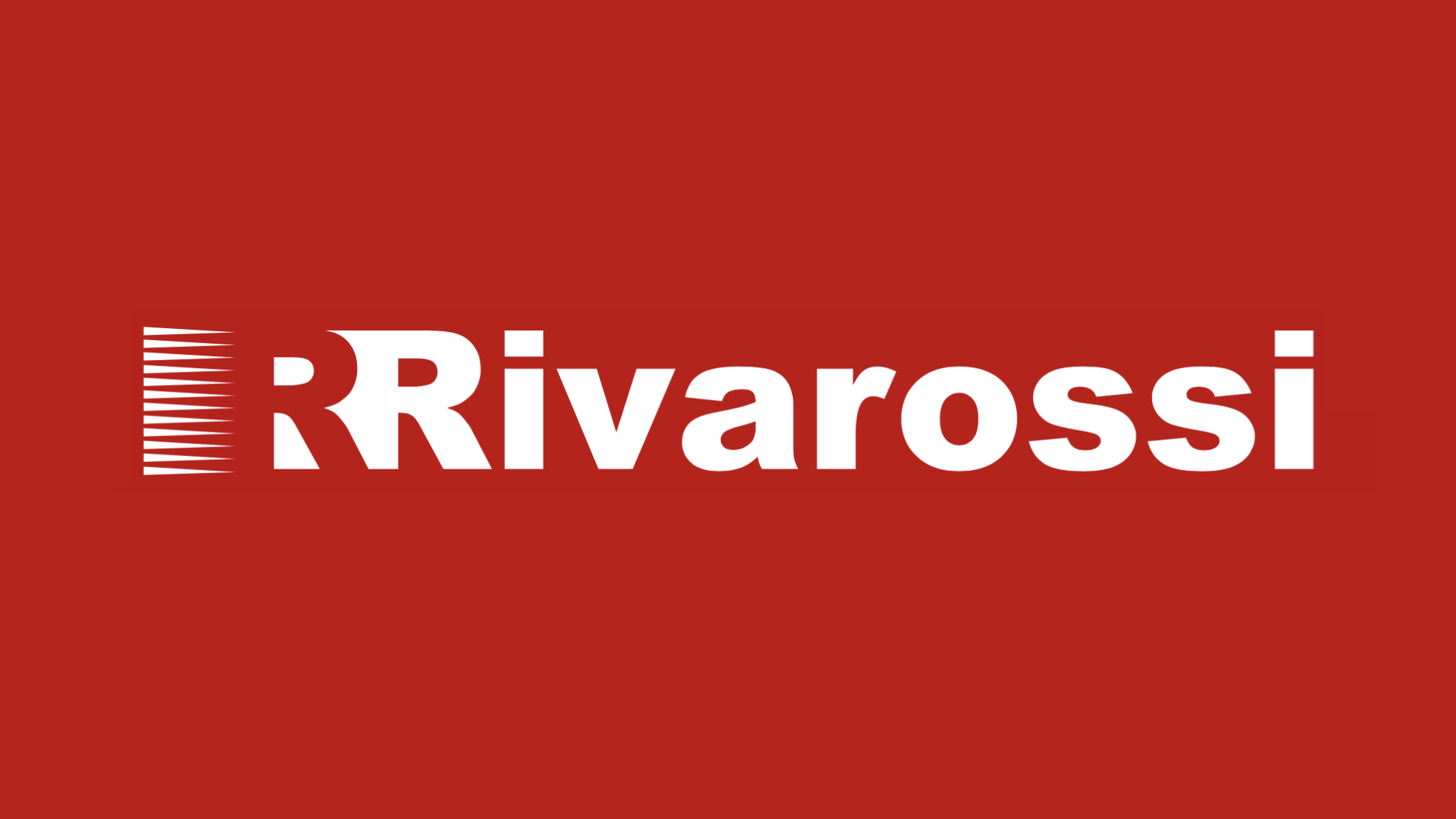
Logo Rivarossi

Rivarossi ist eine Handelsmarke des britischen Modelleisenbahnherstellers Hornby Railways unter der seit 2004 in der Nenngröße H0 vorwiegend Modelleisenbahnfahrzeuge für die Spur H0 und Zubehör nach amerikanischen, deutschen, italienischen, österreichischen, niederländischen und schweizerischen Vorbildern vertrieben werden.

## Geschichte
Das Unternehmen wurde 1945 von Alessandro Rossi in Italien gegründet. Der Teil „Riva“ im Markennamen ist der Nachname eines Gesellschafters der Gründungszeit, der nur kurz im Unternehmen blieb. Rivarossi produzierte Eisenbahnmodelle für die Spur 0, H0 und N. Unter anderem wurden um 1980 für den US-amerikanischen Markt die Westernlok GENOA (z. B. als Lok für die „Western & Atlantic Rail Road“) im Maßstab 1:87 für die Spur H0 produziert.
Es produzierte auch Modelle von Straßenbahn-Fahrzeugen und -Gleiselementen in der Nenngröße H0. Die Fahrzeuge waren Modelle (Triebwagen und Beiwagen) des so genannten 2-achsigen Edison-Typs aus Mailand. Die Gleiselemente mit im Straßenpflaster eingelassenen Schienen hatten ein Rastermaß von 20 cm × 20 cm, d. h. der Kurvenradius betrug 10 cm. Angeboten wurden gerade und gebogene Gleise sowie Weichen (rechts und links) und eine Kreuzung, die jeweils mit grünen Oberleitungsmasten aus Plastik und relativ dicken Fahrdrähten ausgerüstet waren. In Deutschland wurde die Straßenbahn auch von TRIX angeboten.
1963 erwarb Rivarossi Anteile an Pocher. Mitte der 1970er Jahre übernahm Rivarossi die Firma Pocher ganz.
In den 1990er Jahren übernahm Rivarossi die Marken Lima (1992), Jouef und Arnold (1997). 2003 war Rivarossi insolvent.
2004 erwarb die Hornby Railways Plc. Teile von Rivarossi, speziell die Markennamen Arnold, Jouef, Rivarossi und Lima. Seit 2006 sind wieder Modellbahnprodukte unter den Namen Arnold, Jouef, Rivarossi und Lima im Handel erhältlich.
Die Modelle wurden zunächst in England und Italien entwickelt, seit 2009 in Spanien sowie zum Teil in Italien und Deutschland. Neben vorhandenen Modellen, die in überarbeiteter Form auf den Markt gelangen, werden seit dem Neustart der Marke auch jedes Jahr komplett neue Spur-H0-Modelle entwickelt.
Der Absatz von Modellen der Marke Rivarossi hat seinen Schwerpunkt in Italien, Deutschland, Österreich und den USA. Auch werden Modelle für den Vertrieb in den Niederlanden sowie in Osteuropa gefertigt.

## Bildergalerie

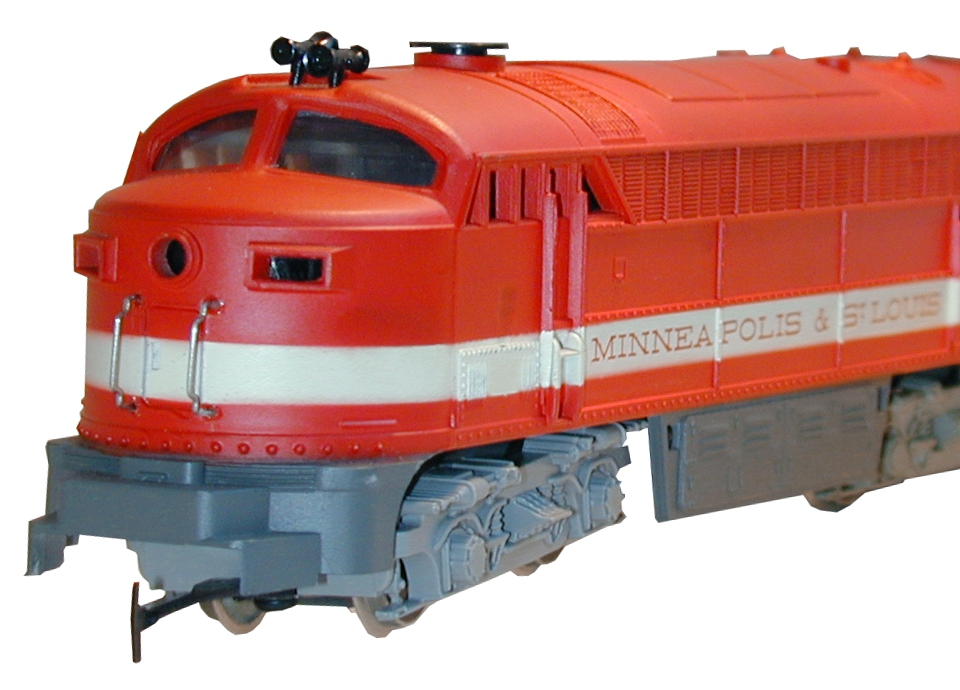
Dieselelektrische Lokomotive der Fairbanks Morse Minneapolis & St. Louis
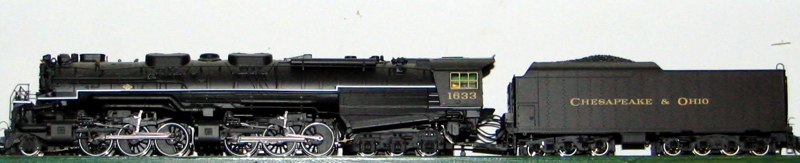
Dampflokomotive 2-6-6-6 Allegheny
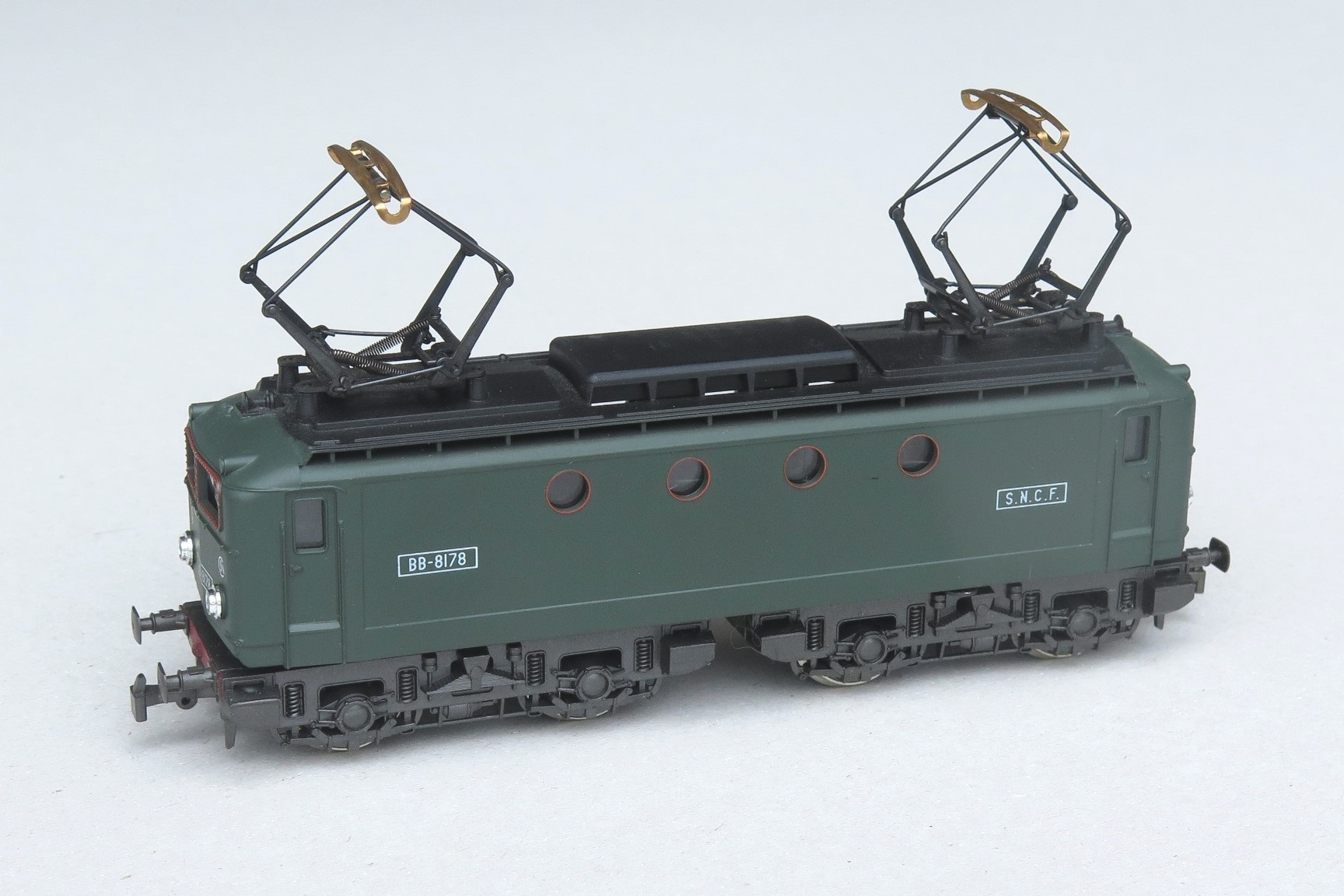
Durch Rivarossi in Italien in den Jahren 1967 bis 1983 hergestellte SNCF BB 8100
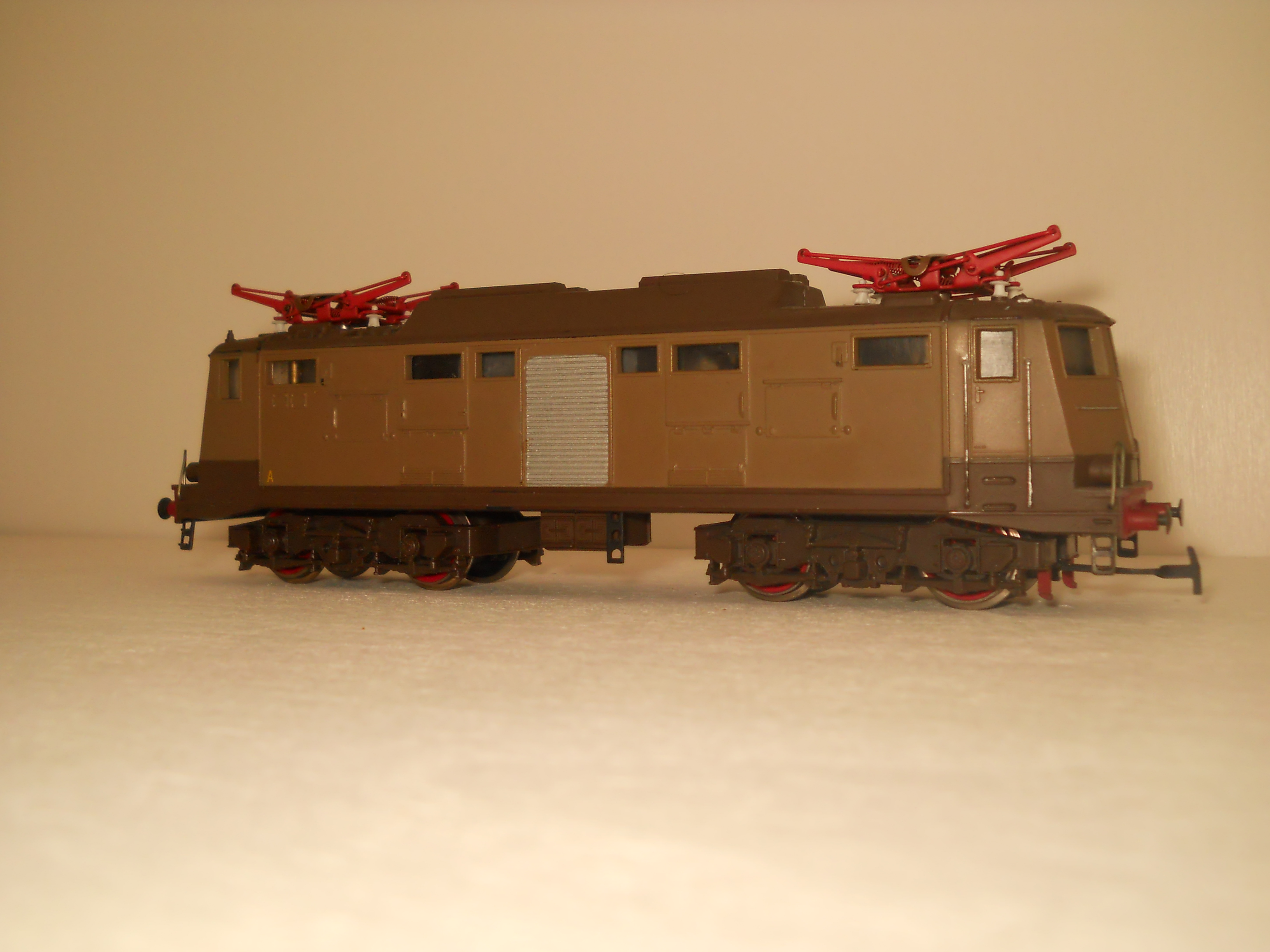
Elektrolokomotive FS E 424
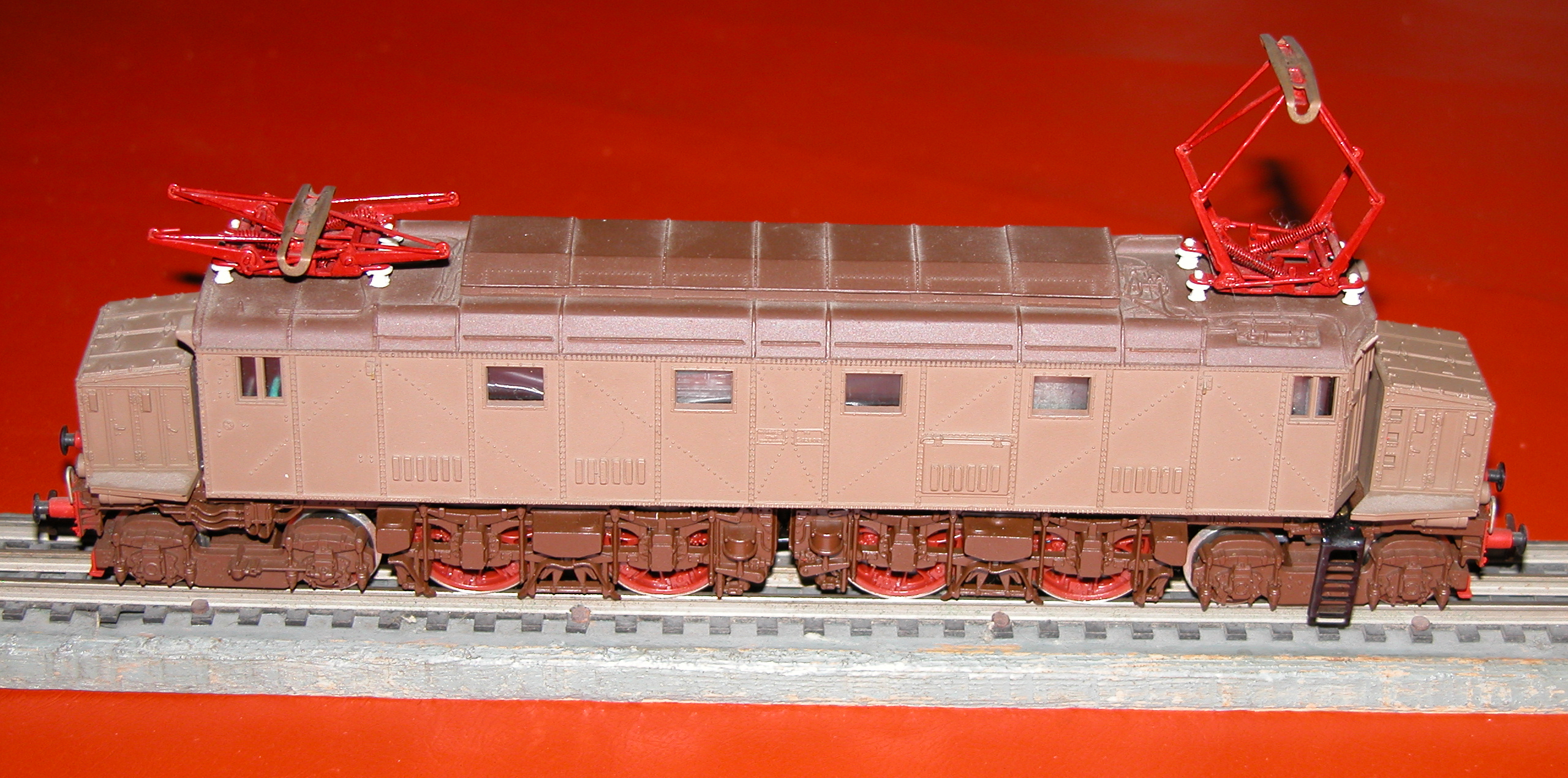
Elektrolokomotive FS E 428 013
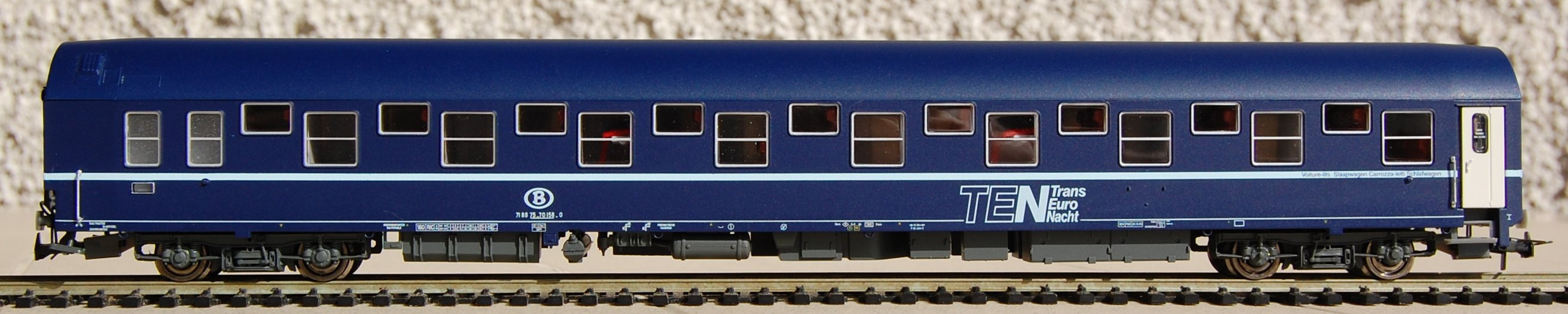
Trans-Euro-Night-Schlafwagenmodell